# Odorrana graminea
Espèce
Synonymes
- Rana graminea Boulenger, 1900 "1899"

Statut de conservation UICN

 DD  : Données insuffisantes
Odorrana graminea est une espèce d'amphibiens de la famille des Ranidae.

## Répartition
Cette espèce se rencontre, :
- dans le sud-est de la république populaire de Chine des provinces du Fujian, du Zhejiang et d'Anhui jusqu'à celles du Gansu, du Sichuan et du Yunnan ainsi qu'au Hainan ;
- dans le nord du Viêt Nam dans la province de Lạng Sơn.

Sa présence est incertaine dans le nord du Laos et dans le nord-est de la Birmanie.

## Publication originale
- Boulenger, 1900 "1899" : On the reptiles, batrachians, and fishes collected by the late Mr. John Whitehead in the interior of Hainan. Proceedings of the Zoological Society of London, vol. 1999, p. 956-962 (texte intégral).